# Molí del Lledó
Molí del Lledó, segons algunes fonts Molí del Lladó, i conegut també com a Pont del Lladó, és un molí del municipi de Puig-reig (Berguedà) inclòs en l'Inventari del Patrimoni Arquitectònic de Catalunya.

## Descripció
Molí fariner de planta gairebé quadrada, amb coberta a dues vessants i amb el carener paral·lel a la façana de ponent. Té planta baixa i dos pisos, adaptant-se al desnivell del terreny. Conserva part dels murs inferiors fets amb carreus força regulars la qual cosa fa pensar que al segle xvii l'actual molí es va construir sobre els fonaments d'una construcció medieval anterior. Conserva finestres allindanades i la bassa, amb un massís mur de contenció al costat de llevant i tramuntana fet amb massissos carreus ben escairats i col·locats en filades. El molí conserva part dels mecanismes.

## Història
Les notícies històriques de la masia del Lledó es remunten al segle xiii quan era propietat dels Templers, senyors del castell de Puig-reig. Des d'aquesta data la família ha conservat el mateix cognom. El molí és situat al peu de la riera de la Sala (antigament del Merdançol) que neix a la mateixa propietat del Lledó. El molí es va mantenir actiu fins després de la Guerra Civil.